# ティール (練習艦)
ティール (INS Tir A86) は、インド海軍の練習艦。

## 概要
インド海軍初の新造練習艦である。2番艦は、1986年5月に発注されたが、間もなくキャンセルされたため、同型艦はない。
ムンバイのマザゴン造船所で建造され、1983年4月15日進水、1986年2月12日就役した。第1練習艦隊に配属されており、母港はコチである。2016年まで現役にとどまる予定である。
インド海軍の同名の艦としては、元イギリス海軍のリバー級フリゲートであるティール (K256)が存在した。

## 設計
船体は商船規格とされた。最大120名の士官候補生と20名の訓練教官が乗船可能である。
兵装は前甲板に1基装備するボフォース60口径40mm連装機関砲Mk5のみで本格的な兵装はない。
船体後部はヘリ甲板となっている。デッカ衝突回避用レーダー警報装置と衛星航法システムを装備している。

## 海賊対処行動
2011年2月5日の夕方、ラクシャドウィープのSuheli Par環礁の西方で訓練中だったティールは、ムンバイの海上救助調整センター（MRCC）から、ティールの西側の海域でのソマリア沖の海賊の活動の情報を受け、ハイジャックされ海賊母船として使用されているタイのトロール漁船「Prantalay11」の追跡を開始した。その後、インド沿岸警備隊のサマル級巡視船サマールが加わった。ティールは臨検のため「Prantalay11」へ停船命令を出したが、海賊が発砲したため反撃した。降伏までに海賊3名が負傷し、最終的に28名が逮捕された。トロール漁船の乗組員24名は無事救出された。